# Cudden Point
Cudden Point är en udde i Storbritannien.   Den ligger i riksdelen England, i den södra delen av landet, 400 km väster om huvudstaden London.
Terrängen inåt land är platt. Havet är nära Cudden Point åt sydväst.  Närmaste större samhälle är Camborne, 15,2 km nordost om Cudden Point. 